# Medium Cool
Medium Cool é um filme de drama produzido nos Estados Unidos, dirigido por Haskell Wexler e lançado em 1969.